# Сергей Залетин
Сергей Викторович Залетин (21 април 1962 г., гр. Шчокино (Щёкино), Тулска област) е руски космонавт.

## Биография

### Образование
- 1979 г. – завършил средно училище № 13 в гр. Шчокино;
- 1983 г. – завършил Борисоглебското висше военно авиационно училище за летци, специалност „Командна, тактическа и изтребително-бомбардировъчна авиация“ с квалификация „офицер с висше военно-специално образование“ и диплома за летец-инженер;
- 1 февруари 1992 г. до 7 април 1994 г. – задочно завършва Международния център за обучаващи системи по специалността „Съвместна обработка на аерокосмоекологически материали“. Присвоена му е квалификация „инженер-еколог“ и му е даден международен сертификат и звание „магистър по екологически мениджмънт“.

### Ранна дейност
- от 1983 г. – в разпореждане на командващия ВВС на Московския военен окръг (ВО);
- от 24 декември 1983 г. - летец, от 29 октомври 1986 г. – старши летец в Московския (ВО);
- от 17 април 1987 г. – командир на авиационно звено

### Космонавтика
През 1990 г. е зачислен в отряда на космонавтите на ЦПК-ВВС (11-и набор) и преминава специална подготовка от октомври 1990 г. до март 1992 г. На 11 март 1992 г. е назначен за космонавт-изпитател. През 1992—1997 г. преминава програма за подготовка за полет на орбиталната станция „Мир“. Назначен е за командир на екипажа, полетът на който е предвиден за август 1999 г., но експедиция е отменена заради липса на средства.
- военен летец 1 клас (1988 г.);
- космонавт 2 клас (2000 г.).

## Семейство
Женен, има син Сергей, роден през 1984 г.

## Космически полети
На 4 април 2000 г. Залетин започва своя първи космически полет. Той продължава 72 денонощия, 19 часа 42 минути, 16 секунди с космическия кораб „Союз ТМ-30“ и орбиталния комплекс „Мир“. Екипажът се завръща на Земята на 16 юни 2000 г.
На 30 октомври 2002 г. извършва своя втори полет като командир на екипажа на „Союз ТМА-1“ и четвъртата посетителска експедиция на МКС. Престоят му в орбита е 10 денонощия, 20 часа 53 минути, 9 секунди. Екипажът се завръща от експедицията на 10 ноември 2002 г.
| Космически полети на Сергей Залетин                                | Космически полети на Сергей Залетин | Космически полети на Сергей Залетин | Космически полети на Сергей Залетин | Космически полети на Сергей Залетин |
| №                                                                  | Дата                                | КК                                  | Функции                             | Продължителност                     |
| ------------------------------------------------------------------ | ----------------------------------- | ----------------------------------- | ----------------------------------- | ----------------------------------- |
| 1                                                                  | 4 април 2000                        | „Союз ТМ-30“ „Мир-28“               | Командир                            | 72 денонощия 19 часа 42 мин 16 сек. |
| 2                                                                  | 30 октомври 2002                    | „Союз ТМА-1“                        | Командир                            | 10 денонощия 20 часа 53 мин 9 сек.  |
| Сумарно време в космоса – 83 денонощия 16 часа 35 минути и 25 сек. |                                     |                                     |                                     |                                     |

Има 1 излизане в открития космос с продължителност 5 часа, 3 минути.
На 20 октомври 2004 г. Сергей Залетин излиза от отряда на космонавтите във връзка с избирането му за депутат в Тулската областна дума.

## Награди
- Герой на Русия (9 ноември 2000) за мъжество и героизъм, проявени по време на продължителния космически полет на орбиталния научноизследователски комплекс „Мир“[1]
- Летец-космонавт на Русия (9 ноември 2000)[1]
- Орден „За заслуги пред Отечеството“ IV степен[2]

## Забележки
1. 1 2  Указ на Президента на Русия № 1858 от 09.11.2000
2. ↑  Указ на Президента на Русия № 1016 от 01.09.2003